# Левцун, Владимир Иванович
Владимир Иванович Левцун (укр. Володимир Іванович Левцун; род. 14 июня 1952 года, г. Орск Оренбургской области) — украинский политический деятель, народный депутат Верховной рады Украины III-VI созывов.

## Биография
Родился 14 июня 1952 года в городе Орск Оренбургской области.
С 1970 по 1971 год работал учеником слесаря, затем дюральщиком на Харьковском авиационном заводе. В 1976 году окончил Харьковский авиационный институт по специальности «самолётостроение».
После окончания института с 1976 по 1977 год работал старшим инженером полтавской фабрики «Химпластмасс», с 1977 по 1978 год занимал должность начальника производственно-технического отдела Полтавского областного предприятия местной промышленности.
С 1995 года являлся президентом совместного украинского-литовского предприятия «ВИО-Ле» (г. Полтава).
На парламентских выборах в 1998 году избран депутатом Верховной рады Украины III созыва) по партийному списку СДПУ(о) под № 14. Изначально был членом фракции СДПУ(О) (с мая по октябрь 1998 года), затем внефракционным депутатом (с 6 по 20 октября 1998 года), в дальнейшем входил в депутатскую группу «Независимые» (с октября 1998 года по декабрь 1999 года), являлся членом фракции «Батькивщина» (с декабря 1999 года). Являлся членом комитета по вопросам экономической политики, управления народным хозяйством, собственности и инвестиций (с июля 1998 года по март 2000 года), членом комитета по делам пенсионеров, ветеранов и инвалидов (с марта 2000 года).
На парламентских выборах в 2002 году избран депутатом Верховной рады Украины IV созыва) по партийному списку БЮТ под № 17. Был членом фракции БЮТ, являлся секретарём комитета по вопросам европейской интеграции.
На парламентских выборах в 2006 году избран депутатом Верховной рады Украины V созыва) по партийному списку БЮТ под № 24. Был членом фракции БЮТ, являлся членом комитета по вопросам экономической политики. Сложил депутатские полномочия 15 июня 2007 года.
На парламентских выборах в 2007 году избран депутатом Верховной рады Украины VI созыва) по партийному списку БЮТ под № 24. Был членом фракции БЮТ, являлся членом комитета по вопросам национальной безопасности и обороны. Депутатские полномочия истекли 12 декабря 2012 года.
Женат, имеет 5 детей.